# Asplenium hermannii
Asplenium hermannii là một loài dương xỉ trong họ Aspleniaceae. Loài này được Christi Fomin mô tả khoa học đầu tiên năm 1913.
Danh pháp khoa học của loài này chưa được làm sáng tỏ. 